# Người không mang họ
Người không mang họ là một tiểu thuyết của nhà văn Việt Nam Xuân Đức ra đời năm 1983 với nhân vật chính là tướng cướp Trương Sỏi (còn có các tên khác là Hoàng Lạng, Nguyễn Viết Lãm). Khi mới xuất bản lần đầu năm 1983, tiểu thuyết đã gây một cơn sốt với con số xuất bản kỷ lục là 3 vạn bản rồi mười vạn bản. Tiểu thuyết này cũng được chuyển thể thành bộ phim cùng tên do đạo diễn Long Vân chỉ đạo với nam diễn viên Lý Hùng thủ vai tướng cướp Trương Sỏi. Năm 2007, nhà văn Xuân Đức đã được trao Giải thưởng Nhà nước về văn học nghệ thuật cho tác phẩm này.

## Nội dung tiểu thuyết
Tiểu thuyết Người không mang họ miêu tả cuộc đời của nhân vật chính là một tướng cướp tên gọi Trương Sỏi. Tiêu đề "Người không mang họ" là để chỉ xuất thân phức tạp của nhân vật chính: không rõ thực chất cha mẹ là ai, gốc gác họ hàng phức tạp...
Ban đầu, nhân vật chính có tên Hoàng Lạng, lớn lên ở miền quê Vĩnh Linh, Quảng Trị. Lạng lớn lên vào thời điểm bắt đầu công cuộc xây dựng chủ nghĩa xã hội ở miền Bắc, trong sự ghẻ lạnh của những người xung quanh do có những câu chuyện khác nhau về xuất thân của Lạng: là con riêng của địa chủ... Do không chịu nổi sự ghẻ lạnh, Lạng đã vượt sông Bến Hải vào Nam, sau đó đi lính, rồi lại trốn lính, được gia đình một người bạn cưu mang, đổi tên thành Nguyễn Viết Lãm, rồi sau cùng lại bị cuốn vào cuộc sống mưu sinh phức tạp, trở thành người vô gia cư.
Lãm mang vác làm thuê kiếm sống, trải qua nhiều sóng gió: làm thuê cho gia đình Phù Ái, trở thành người tình hụt của Kim Chi (một nữ tướng cướp - sau này thành người tình của Lãm khi thành cướp), sau đó lại phiêu bạt, trở thành thành viên của gia đình Khánh Hòa, một nữ điệp viên cộng sản nằm vùng. Sau đó, Lãm lại tham gia gánh thuốc Sơn Nam mãi võ, học võ, trở thành Đệ nhị mãi võ, rồi lại vướng lưới tình với vợ của chủ gánh thuốc là Kiều Loan, bị đánh gục và bỏ rơi. Lãm quay lại với gia đình Khánh Hòa thì Khánh Hòa đã đi tham gia lực lượng cách mạng, để tránh sự điều tra của chính quyền, Lãm đã lấy tên là Trương Sỏi. Theo dòng đời xô đẩy, Trương Sỏi đã tham gia băng cướp giật của Quản Nhọn, cùng bọn Quản Nhọn đánh bại, thâu tóm băng cướp của Hậu Lác, Kim Chi và trở thành trùm băng cướp có tên gọi là đảng Mũ Đen, cùng với những tên cầm đầu là Kim Chi, Hậu Lác, Quản Nhọn. Trương Sỏi từng có ý định hoàn lương, quay về gặp Khánh Hòa, nhưng vì dằn vặt vì những tội lỗi của mình trước đó nên Trương Sỏi không đủ can đảm để quay lại với cuộc sống hoàn lương.
Sau năm 1975, chính quyền mới đã làm đám cướp tan rã, Trương Sỏi giạt về Vinh, lại một lần nữa giành được quyền cầm đầu toán trộm cắp với tên Thái Lưỡng, sau đó lại cùng bọn Kim Chi, Quản Nhọn thống nhất toán cướp, trở lại tên gọi cũ Trương Sỏi. Sự truy lùng gắt gao của chính quyền (với việc Khánh Hòa tham gia công an, cùng với một công an viên khác là Lê Hoài Nam cùng truy bắt) khiến toán cướp của Trương Sỏi, Kim Chi tan rã. Kim Chi đã ép Sỏi cùng thực hiện vụ cướp cuối cùng sau đó sẽ vượt biên nhưng không thành, Kim Chi bị giết chết, Sỏi cũng bị bắt và xử tử.

## Các nhân vật chính
- Trương Sỏi: Ban đầu có tên gọi là Hoàng Lạng (hay Ngô Sĩ Lạng), rồi đổi tên là Nguyễn Viết Lãm, Trương Sỏi, Thái Lưỡng, xuất thân trong một gia đình nông dân ở Vĩnh Linh, Quảng Trị. Lạng con riêng của địa chủ Hoàng Ất, lớn lên trong gia đình nông dân Ngô Sĩ Học trong sự ghẻ lạnh của dân làng: "Đồ con nhà địa chủ ăn xương ăn máu người ta". Năm 1964, Lạng vượt sông Bến Hải vào Nam, sau đó theo dòng đời xô đẩy trở thành tướng cướp Trương Sỏi khét tiếng.
- Khánh Hòa: Là một nữ điệp viên cộng sản, nằm vùng ở Đông Hà dưới nghề rèn sắt cùng gia đình. Gia đình Khánh Hòa đã vô tình cưu mang Lãm khi anh sống bằng nghề bốc vác ở chợ Đông Hà. Khánh Hòa là người mà Trương Sỏi có tình cảm đặc biệt. Sau năm 1975, Khánh Hòa đã trở thành công an, vô tình tham gia truy bắt băng cướp Trương Sỏi.
- Kim Chi: vốn là con gái của ông chủ ô tô Phù Ái. Kim Chi quen Lãm khi Lãm là thợ sửa chữa ở nhà Phù Ái, lúc đó Kim Chi đã là một nữ tướng cướp bí mật của nhóm cướp Mãng Xà. Sau này, khi Trương Sỏi thống nhất các băng cướp, Kim Chi trở thành phó trại Mũ đen dưới quyền Sỏi và trở thành người tình của Trương Sỏi. Ở cuối chuyện, Kim Chi bị bắn chết khi đang cố cướp Tổng kho Diễn Châu.
- Quản Nhọn: là một tên cầm đầu băng cướp Đào Lưu, kẻ đã lôi kéo Trương Sỏi vào con đường trộm cướp, sau đó trở thành tay chân của Trương Sỏi, và cuối cùng bị chuyên án của Khánh Hòa bắt sống.
- Hậu Lác: Ban đầu là tướng cướp trong băng cướp Hận đời, bị Trương Sỏi dùng võ nghệ đánh tan và bắt phải tham gia băng Đào Lưu, sau đó thành tay chân của Sỏi trong trại Mũ đen.
- Lê Hoài Nam: Là một chiến sĩ công an, có võ nghệ và mưu trí, biệt danh là Triệu Tử Long. Lê Hoài Nam tham gia chuyên án phá băng cướp Trương Sỏi và nhiều lần đụng độ với Sỏi. Sau nhiều lần thất bại khi đấu võ với Sỏi, cuối cùng Lê Hoài Nam đã bắt sống Trương Sỏi bằng chính võ nghệ của mình.
- Các nhân vật khác: Hoàng Ất, Sơn Nam mãi võ, Kiều Loan,...

## Chuyển thể phim truyện
Tiểu thuyết Người không mang họ đã được đạo diễn Long Vân chuyển thể thành phim nhựa cùng tên năm 1990 với nam diễn viên Lý Hùng thủ vai nhân vật chính Nguyễn Viết Lãm. Trong phim, hầu như các nguyên tác của tác phẩm được giữ nhưng có hai chi tiết được thay đổi. Đó là nhân vật Lê Hoài Nam (trong tiểu thuyết) được thay bằng nhân vật Ngô Sĩ Hợp, chính là anh cùng cha khác mẹ của Hoàng Lạng xưa, cùng với Khánh Hòa truy bắt băng cướp. Và một chi tiết khác là ở cuối cùng, Trương Sỏi đã chặn viên đạn của Kim Chi bắn Khánh Hòa, sau đó được cứu chữa và được Ngô Sĩ Hợp cho biết sự thật về gốc gác của mình, và cuối cùng hoàn lương.
| “ | Trước năm 1975, Hoàng Lạng (Lý Hùng), một thanh niên ở Vĩnh Linh, Quảng Trị vượt tuyến vào Nam. Anh ta có nhiều tên và mang họ không rõ ràng. Sau nhiều năm lang bạt kỳ hồ, anh ta "đầu quân" vào Sơn Nam mãi võ, chuyên đi biểu diễn võ thuật, bán thuốc rong kiếm sống, do một võ sư lừng danh (Lý Huỳnh) làm Băng chủ và được thầy truyền thụ võ nghệ. Vướng vào cạm bẫy tình, bị Băng chủ Sơn Nam hạ đo ván trong cuộc quyết đấu tại kinh đô Huế, "Đệ nhị mãi võ" bật sới, lang thang ra đất Đông Hà (Quảng Trị). Điểm dừng chân cuối cùng trên bước đường lưu lạc tại thành Vinh, tỉnh Nghệ Tĩnh. Từ một thanh niên hiền lành, lương thiện, Nguyễn Viết Lãm (Lạng) rơi vào vòng xoáy tội lỗi, trở thành tướng cướp khét tiếng với biệt danh mới: Thái Đen, Trương Sỏi, nhưng cái tên được người dân biết đến nhiều nhất, xem như một huyền thoại giang hồ đó là Toọng. Sau 4 năm gieo rắc kinh hoàng tại thành Vinh, cuối cùng y sa lưới pháp luật, bị cảnh sát bắt sống, lĩnh án tử hình. | ” |